# Saint-Étienne-au-Temple
Saint-Étienne-au-Temple ist eine französische Gemeinde mit 786 Einwohnern (Stand: 1. Januar 2022) im Département Marne in der Region Grand Est (vor 2016 Champagne-Ardenne). Sie gehört zum Arrondissement Châlons-en-Champagne und zum Kanton Châlons-en-Champagne-3.

## Geographie
Saint-Étienne-au-Temple liegt etwa acht Kilometer nordöstlich von Châlons-en-Champagne am Fluss Vesle. Nachbargemeinden sind La Neuville-au-Temple im Norden und Westen, Cuperly im Norden und Nordosten, La Cheppe  im Osten und Nordosten, L’Épine im Süden und Südosten sowie Saint-Martin-sur-le-Pré im Westen und Südwesten.
Am Nordrand der Gemeinde führt die Autoroute A 4 entlang.

## Bevölkerungsentwicklung
| Jahr                       | 1962 | 1968 | 1975 | 1982 | 1990 | 1999 | 2006 | 2011 | 2018 |
| -------------------------- | ---- | ---- | ---- | ---- | ---- | ---- | ---- | ---- | ---- |
| Einwohner                  | 178  | 193  | 333  | 415  | 447  | 458  | 567  | 690  | 817  |
| Quellen: Cassini und INSEE |      |      |      |      |      |      |      |      |      |

## Sehenswürdigkeiten
- Kirche Saint-Étienne aus dem 13./14. Jahrhundert

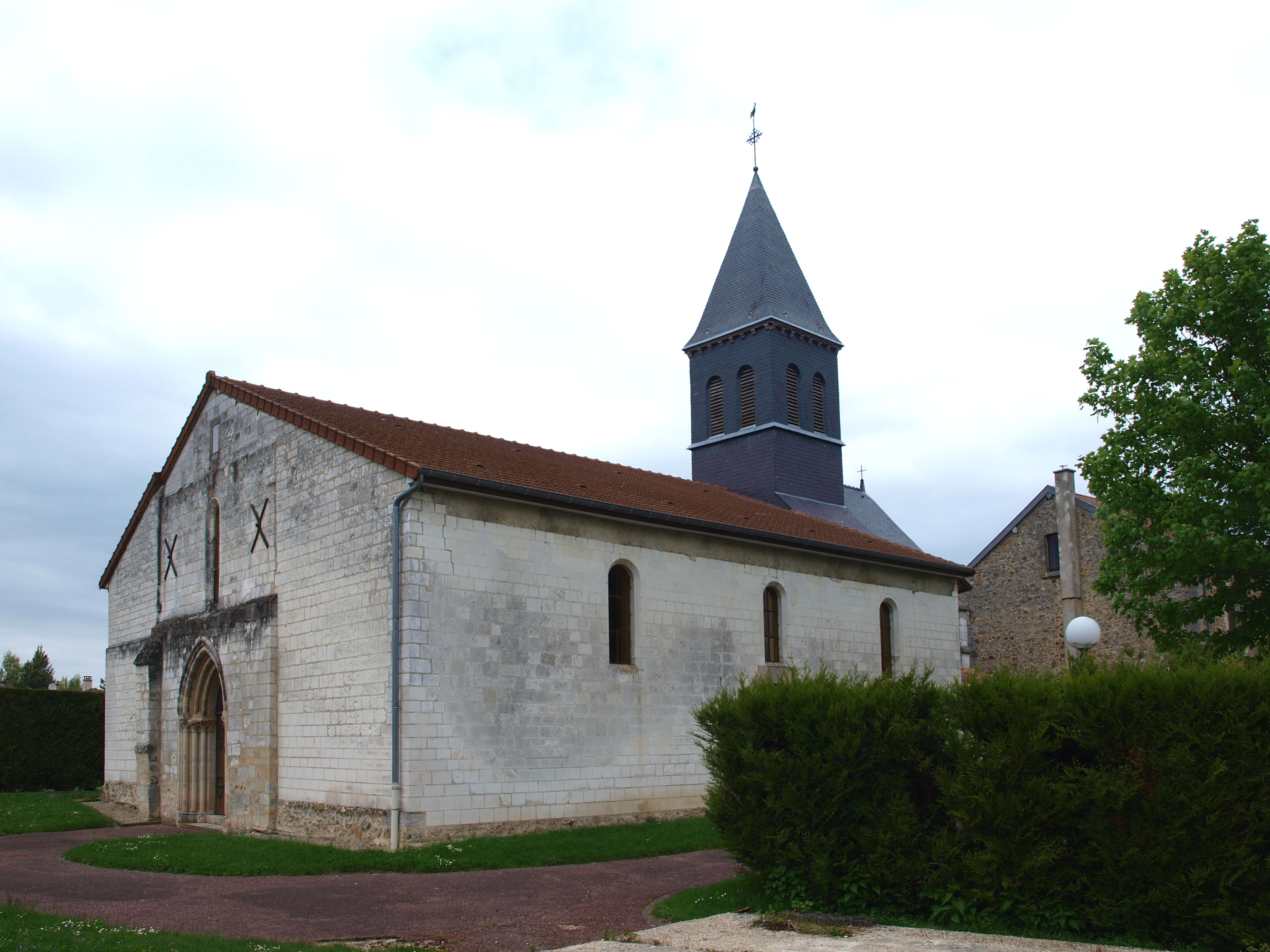
Kirche Saint-Étienne